# Tom Sandberg
Pour les articles homonymes, voir Sandberg.
Tom Sandberg, né le 6 août 1955 à Mo i Rana, est un coureur norvégien du combiné nordique, champion du monde et olympique.

## Biographie
Tom Sandberg, représentant le club Mo Skilag s'illustre aux Championnats du monde junior, gagnant le titre en 1975 après une médaille d'argent en 1974, année où il remporte la plus grande course mondiale de combiné au Festival de ski d'Holmenkollen. En 1976, il est huitième des Jeux olympiques à Innsbruck, puis en 1980, il se place quatrième des Jeux olympiques à Lake Placid, avant de devenir champion du monde individuel en 1982. Il est aussi vice-champion du monde par équipes cette année.
Il est le premier à remporter la Coupe du monde en 1984, gagnant une course à Strbske Pleso, la même année où il devient champion olympique en individuel et champion du monde par équipes à Rovaniemi, il décide alors d'arrêter sa carrière.

## Palmarès

### Jeux olympiques
| Épreuve / Édition | Innsbruck 1976 | Lake Placid 1980 | Sarajevo 1984 |
| Individuel        | 8e             | 4e               | Or            |

### Championnats du monde
| Épreuve / Édition | Épreuve / Édition | Oslo 1982 | Rovaniemi 1984 |
| Combiné nordique  | Individuel        | Or        |                |
| Combiné nordique  | Par équipes       | Argent    | Or             |

### Coupe du monde
- Vainqueur de la Coupe du monde 1984.
- 3 podiums : 1 victoire et 2 deuxièmes places.

#### Détail des victoires
| Édition / Épreuve | Gundersen     | Total |
| 1984              | Strbske Pleso | 1     |
| Total             | 1             | 1     |

## Distinctions
Il a reçu la Statuette Olaf (no) en 1982 et la Médaille Holmenkollen en 1983.